# Aloísio Lorscheider
Aloísio Lorscheider O.F.M. (8. oktober 1924 i Erstrela nær Porto Alegre i Brasilien – 23. december 2007 i Porto Alegre) var en af den katolske kirkes kardinaler. 
Hans forældre var af tysk oprindelse.
Han var mest kendt for sit virke som ærkebiskop af Fortaleza 1973–1995, som blev fulgt af en lettere post for en mand i den alder han var kommet, som ærkebiskop af det lille bispedømme Aparecida 1995–2004. Før dette havde han været biskop i elleve år i Santo Angelo, fra 1962. Han var den brasilianske bispekonference leder i mange år.
Lorscheider blev kreeret til kardinal i 1976. 
Den 23. december 2007 døde han efter lang sygdom.